# Leopoldo Zea Aguilar

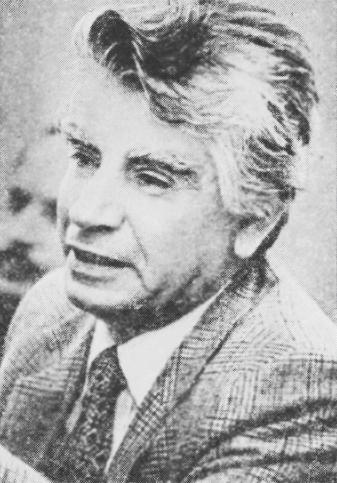
Leopoldo Zea Aguilar

Leopoldo Zea Aguilar (Mexico-Stad, 30 juni 1912 - aldaar, 8 juni 2004) was een Mexicaans filosoof en essayist.
Zea studeerde filosofie aan de Nationale Autonome Universiteit van Mexico (UNAM). Zea hield zich vooral bezig met ontologie en cultuurfilosofie. Hij was een van de bekendste kenners van het positivisme, en was ook bekend om zijn pan-Amerikaanse betogen.
- Biblioteca Nacional de España: XX832952
- Bibliothèque nationale de France: cb120279857 (data)
- Catàleg d'autoritats de noms i títols de Catalunya: 981058519760806706
- CiNii: DA0214069X
- Gemeinsame Normdatei: 119090066
- International Standard Name Identifier: 0000 0001 2147 3956
- Library of Congress Control Number: n50017381
- Bibliotheek van het Japanse parlement: 00886599
- Nationale Bibliotheek van Tsjechië: jn19990009389
- Nationale Bibliotheek van Israël: 987007462901205171
- Nederlandse Thesaurus van Auteursnamen: 06791571X
- Istituto Centrale per il Catalogo Unico: CFIV081381
- SNAC: w6m353tb
- Système universitaire de documentation: 028446232
- Trove: 1020342
- Virtual International Authority File: 109502826
- WorldCat: E39PBJtRQ99qtgjvQ3MqtbVcT3